# Princeton (Kansas)
Princeton é uma cidade localizada no estado americano de Kansas, no Condado de Franklin.

## Demografia
Segundo o censo americano de 2000, a sua população era de 317 habitantes.
Em 2006, foi estimada uma população de 325, um aumento de 8 (2.5%).

## Geografia
De acordo com o United States Census Bureau tem uma área de
0,9 km², dos quais 0,9 km² cobertos por terra e 0,0 km² cobertos por água.

## Localidades na vizinhança
O diagrama seguinte representa as localidades num raio de 20 km ao redor de Princeton.